# Брюнісрід
Брюнісрід (нім. Brünisried) — громада  в Швейцарії в кантоні Фрібур, округ Зензе.

## Географія
Громада розташована на відстані близько 25 км на південний захід від Берна, 11 км на південний схід від Фрібура.
Брюнісрід має площу 3,3 км², з яких на 8,3% дозволяється будівництво (житлове та будівництво доріг), 72,2% використовуються в сільськогосподарських цілях, 19,6% зайнято лісами, 0% не є продуктивними (річки, льодовики або гори).

## Демографія
2019 року в громаді мешкало 653 особи (+2% порівняно з 2010 роком), іноземців було 3,5%. Густота населення становила 201 осіб/км².
За віковим діапазоном населення розподілялося таким чином: 17,5% — особи молодші 20 років, 65,8% — особи у віці 20—64 років, 16,7% — особи у віці 65 років та старші. Було 288 помешкань (у середньому 2,2 особи в помешканні).
Із загальної кількості 85 працюючих 25 було зайнятих в первинному секторі, 23 — в обробній промисловості, 37 — в галузі послуг.